# Endophragmiella fagicola
Endophragmiella fagicola är en svampart som beskrevs av P.M. Kirk 1981. Endophragmiella fagicola ingår i släktet Endophragmiella och familjen Helminthosphaeriaceae.   Inga underarter finns listade i Catalogue of Life.